# Garzin (Garzau-Garzin)
Garzin ist ein Dorf im Landkreis Märkisch-Oderland in Brandenburg. Es ist seit dem 31. Dezember 2001 ein Ortsteil der Gemeinde Garzau-Garzin und gehört dem Amt Märkische Schweiz an. Bis zur Zusammenlegung mit der Gemeinde Garzau war Garzin eine eigenständige Gemeinde.

## Lage
Garzin liegt im Westen der Märkischen Schweiz, rund sieben Kilometer Luftlinie östlich von Strausberg. Die Gemarkung des Ortsteils grenzt im Norden an Hohenstein mit Ruhlsdorf, Nordosten an Hasenholz, im Osten an Waldsieversdorf, im Süden an Garzau und im Westen wieder an Hohenstein mit der Siedlung Gladowshöhe. Zu Garzin gehören die bewohnten Gemeindeteile Bergschäferei und Liebenhof. Westlich von Garzin fließt das Lichtenower Mühlenfließ.

## Geschichte
Das Gebiet um Garzin wurde erstmals im 8. oder 9. Jahrhundert von Slawen besiedelt, worauf der Burgwall Garzin hindeutet. Als Besitzer eines Rittergutes bei Garzin wird im Jahr 1307 ein Johannes de Garzin genannt. Erstmals urkundlich erwähnt wurde der Ort als Gartzin im Landbuch der Mark Brandenburg von 1375. Der Ortsname geht, wie auch beim Nachbardorf Garzau, auf die slawische Bezeichnung der Burganlage zurück. Ab 1536 gehörte Garzin den Grafen von Pfuel, der 1615 einen Rittersitz mit Wohnhaus, Brauerei und Nebengebäuden errichten ließ. 1644 ging der Ort in den Besitz der Grafen von Flemming über.
Im Schmettauschen Kartenwerk von 1767/87 sind das Dorf Gartzin und die Ausbausiedlung Bergschäferei erwähnt. Zur Zeit der Mark Brandenburg gehörte Garzin zum Kreis Oberbarnim. Bei der im Königreich Preußen durchgeführten Kommunalreform im Jahr 1816 wurde die Gemeinde in den Kreis Lebus in der Provinz Brandenburg umgegliedert. Bei der Volkszählung am 1. Dezember 1871 hatte die Landgemeinde Garzin 157 Einwohner in 25 Haushalten. Von den Einwohnern waren 71 Männer und 86 Frauen; 45 Einwohner waren Kinder unter zehn Jahren. Zur Landgemeinde Garzin gehörte das Dorf Garzin selbst mit 149 Einwohnern sowie die Siedlung Karolinenhof mit neun Einwohnern. Der Gutsbezirk Garzin hatte zum selben Zeitpunkt 108 Einwohner in 18 Haushalten, von den Einwohnern waren 52 Männer und 56 Frauen; 31 Einwohner waren jünger als zehn Jahre. Neben dem Rittergut Garzin mit 79 Einwohnern gehörten zum Gutsbezirk die Siedlungen Bergschäferei (10 Einwohner), Liebenhof (12 Einwohner) und Torfhaus (7 Einwohner).
Am 1. Dezember 1910 hatten die Landgemeinde und der Gutsbezirk Garzin zusammen 298 Einwohner. Der Gutsbezirk wurde am 30. September 1928 im Zuge der Auflösung aller preußischen Gutsbezirke mit der Landgemeinde vereinigt. Nach dem Ende des Zweiten Weltkrieges wurde Garzin Teil der Sowjetischen Besatzungszone und war eine Gemeinde im zunächst weiterhin bestehenden Landkreis Lebus. Bei der DDR-Kreisreform am 25. Juli 1952 wurde Garzin dann dem neuen Kreis Strausberg im Bezirk Frankfurt (Oder) zugeordnet. Nach der Wiedervereinigung lag Garzin erst im Landkreis Strausberg in Brandenburg, der am 6. Dezember 1993 im neuen Landkreis Märkisch-Oderland aufging. Am 31. Dezember 2001 schloss Garzin sich mit der Nachbargemeinde Garzau zu der neuen Gemeinde Garzau-Garzin zusammen.

## Einwohnerentwicklung
| Jahr | Einwohner |
| ---- | --------- |
| 1875 | 267       |
| 1890 | 303       |
| 1910 | 298       |

| Jahr | Einwohner |
| ---- | --------- |
| 1925 | 350       |
| 1933 | 355       |
| 1939 | 316       |

| Jahr | Einwohner |
| ---- | --------- |
| 1946 | 381       |
| 1950 | 368       |
| 1964 | 280       |

| Jahr | Einwohner |
| ---- | --------- |
| 1971 | 275       |
| 1981 | 221       |
| 1985 | 211       |

| Jahr | Einwohner |
| ---- | --------- |
| 1989 | 200       |
| 1995 | 223       |
| 2000 | 222       |

Gebietsstand des jeweiligen Jahres

## Persönlichkeiten
- Georg Adam von Pfuhl (1618–1672), kurbrandenburgischer General, in Garzin geboren